# Streptotinia
Streptotinia is een geslacht van schimmels behorend tot de familie Sclerotiniaceae. De typesoort is Streptotinia arisaematis.

## Soorten
Volgens Index Fungorum telt het geslacht drie soorten (peildatum maart 2023):
| Soortnaam                 | Auteur(s)                           | Publicatiejaar |
| ------------------------- | ----------------------------------- | -------------- |
| Streptotinia arisaematis  | Whetzel                             | 1945           |
| Streptotinia caulophylli  | M.E. Elliott                        | 1962           |
| Streptotinia streptothrix | (Cooke & Ellis) Seifert & L.M. Kohn | 2014           |